# 1990 RV
1990 RV är en asteroid i huvudbältet som upptäcktes den 13 september 1990 av den amerikanska astronomen C. Michelle Olmstead vid Palomarobservatoriet.
Asteroiden har en diameter på ungefär 14 kilometer och den tillhör asteroidgruppen Themis.